# Идентификационный номер транспортного средства

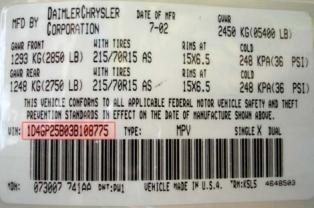
Наклейка с VIN на автомобиле.

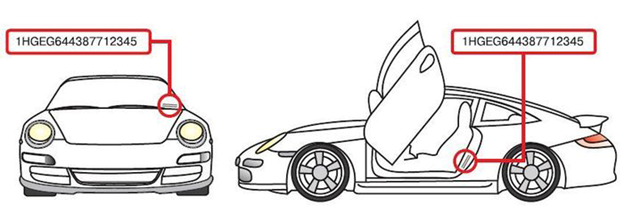
Расположение VIN-кода.

Идентификационный номер транспортного средства (англ. Vehicle identification number, VIN) — уникальный код транспортного средства, состоящий из 17 знаков. В коде представлены сведения о производителе и характеристиках транспортного средства, а также о годе выпуска. Строение кода основано на стандартах ISO 3779-1983 и ISO 3780. Идентификационные номера наносятся на неразъёмных частях кузова или шасси и на особо изготовленных номерных табличках (шильдиках).
Не было стандарта для номеров VIN между 1954 и 1981 годами, поэтому разные производители использовали разные форматы. В 1981 году производители автомобилей начали использовать стандартизированный 17-значный код VIN. Практически каждый автомобиль, мотоцикл и квадроцикл имеет VIN. На территории СССР маркировка VIN стала обязательной с 1983 года согласно ОСТ 37.001-269-83.

## Строение VIN (идентификационного номера)
В VIN разрешено использовать только следующие буквы латинского алфавита и арабские цифры:
0 1 2 3 4 5 6 7 8 9 A B C D E F G H J K L M N P R S T U V W X Y Z
Использовать буквы I, O, Q запрещено, так как I (i), O (o), Q (q) сходны по начертанию с цифрами 1, 0, 9, а также между собой
VIN состоит из 3 частей:
1. WMI (World Manufacturers Identification) — всемирный индекс изготовителя[3]
2. VDS (Vehicle Description Section) — описательная часть[4]
3. VIS (Vehicle Identification Section) — указательная часть[5]

| Standard                                                        | 1                             | 2                             | 3                             | 4                         | 5                         | 6                         | 7                         | 8                         | 9                 | 10            | 11         | 12                  | 13                  | 14                  | 15             | 16             | 17             |                |                |
| ISO 3779                                                        | WMI                           | WMI                           | WMI                           | VDS                       | VDS                       | VDS                       | VDS                       | VDS                       | VDS               | VIS           | VIS        | VIS                 | VIS                 | VIS                 | VIS            | VIS            | VIS            |                |                |
| Европейский союз и Северная Америка более 500 автомобилей в год | Всемирный индекс изготовителя | Всемирный индекс изготовителя | Всемирный индекс изготовителя | Характеристики автомобиля | Характеристики автомобиля | Характеристики автомобиля | Характеристики автомобиля | Характеристики автомобиля | Контрольная цифра | Модельный год | Код завода | Серийный номер      | Серийный номер      | Серийный номер      | Серийный номер | Серийный номер | Серийный номер | Серийный номер | Серийный номер |
| Европейский союз и Северная Америка менее 500 автомобилей в год | Всемирный индекс изготовителя | Всемирный индекс изготовителя | 9                             | Характеристики автомобиля | Характеристики автомобиля | Характеристики автомобиля | Характеристики автомобиля | Характеристики автомобиля | Контрольная цифра | Модельный год | Код завода | Индекс изготовителя | Индекс изготовителя | Индекс изготовителя | Серийный номер | Серийный номер | Серийный номер |                |                |

### WMI
WMI состоит из трёх знаков и однозначно определяет изготовителя ТС. Первый знак указывает географическую зону, второй знак (совместно с первым) — страну в этой зоне, третий — конкретного изготовителя автомобиля (иногда последний знак WMI обозначает тип транспортного средства). Если производитель изготовляет меньше чем 500 ДТС за год, то третий знак части WMI VIN-кода отмечается цифрой «9», а производитель ДТС определяется знаками VIN с 12 по 14.
WMI (от английского World Manufacturer Identifirer — всемирный код изготовителя) — это первая часть VIN, предназначена для определения изготовителя автомобиля. WMI обычно состоит из трёх знаков, которые определяются организациями, которые не являются изготовителями. Каждому изготовителю, который в соответствии с положением DIN/ISO 3779 является ответственным за выпуск автомобилей, присваивается один или несколько кодов WMI, позволяющих его однозначно установить. Совместно с остальными частями VIN, WMI обеспечивает идентификацию всех автомобилей, производимых в мире на протяжении 30 лет. Не допускается WMI, присвоенный одному производителю, присваивать другому на протяжении 30 лет после года, в котором последний раз он использовался.

#### Коды стран
| A-H = Африка | J-R = Азия | S-Z = Европа | 1-5 = Северная Америка                                                                            | 6-7 = Океания                                                                    | 8-9 = Южная Америка |
| --- | --- | --- | ------------------------------------------------------------------------------------------------- | -------------------------------------------------------------------------------- | --- |
| AA-AH ЮАР AJ-AN Кот-д’Ивуар AP-A0 не используется BA-BE Ангола BF-BK Кения BL-BR Танзания BS-B0 не используется CA-CE Бенин CF-CK Мадагаскар CL-CR Тунис CS-C0 не используется DA-DE Египет DF-DK Марокко DL-DR Замбия DS-D0 не используется EA-EE Эфиопия EF-EK Мозамбик EL-E0 не используется FA-FE Гана FF-FK Нигерия FL-F0 не используется GA-G0 не используется HA-H0 не используется | JA-JT Япония KA-KE Шри Ланка KF-KK Израиль KL-KR Южная Корея KS-K0 Казахстан LA-L0 Китай MA-ME Индия MF-MK Индонезия ML-MR Таиланд MS-M0 Мьянма NA-NE Иран NF-NK Пакистан NL-NR Турция NT-N0 не используется PA-PE Филиппины PF-PK Сингапур PL-PR Малайзия PS-P0 не используется RA-RE ОАЭ RF-RK Тайвань RL-RR Вьетнам RS-R0 Саудовская Аравия NST УЗБЕКИСТАН ADM-Jizzakh | SA-SM Великобритания SN-ST Восточная Германия SU-SZ Польша S1-S4 Латвия TA-TH Швейцария TJ-TP Чехия TR-TV Венгрия TW-T1 Португалия T2-T0 не используется UA-UG не используется UH-UM Дания UN-UT Ирландия UU-UZ Румыния U1-U4 не используется U5-U7 Словакия U8-U0 не используется VA-VE Австрия VF-VR Франция VS-VW Испания VX-V2 Сербия V3-V5 Хорватия V6-V0 Эстония WA-W0 Германия XA-XE Болгария XF-XK Греция XL-XR Нидерланды XS-XW СССР/СНГ XX-X2 Люксембург X3-X0 Россия YA-YE Бельгия YF-YK Финляндия YL-YR Мальта YS-YW Швеция YX-Y2 Норвегия Y3-Y5 Беларусь Y6-Y0 Украина ZA-ZR Италия ZS-ZW не используется ZX-Z2 Словения Z3-Z5 Литва Z6-Z0 Россия | 1A-10 США 2A-20 Канада 3A-3W Мексика 3X-37 Коста Рика 38-30 Каймановы острова 4A-40 США 5A-50 США | 6A-6W Австралия 6X-60 не используется 7A-7E Новая Зеландия 7F-70 не используется | 8A-8E Аргентина 8F-8K Чили 8L-8R Эквадор 8S-8W Перу 8X-82 Венесуэла 83-80 не используется 9A-9E Бразилия 9F-9K Колумбия 9L-9R Парагвай 9S-9W Уругвай 9X-92 Тринидад и Тобаго 93-99 Бразилия 90 не используется |

#### WMI заводов бывшего СССР
| WMI      | Предприятия                                                                                   | Город                                            | Страна      |
| -------- | --------------------------------------------------------------------------------------------- | ------------------------------------------------ | ----------- |
| MX0      | АгромашХолдинг                                                                                | Костанай                                         | Казахстан   |
| MX1      | СарыАркаАвтопром                                                                              | Костанай                                         | Казахстан   |
| MX5      | Daewoo Bus Kazakhstan                                                                         | Семей                                            | Казахстан   |
| MX9      | ТОО «АЗТО»                                                                                    | Актобе                                           | Казахстан   |
| NS4      | Atlant Invest Group                                                                           | Самарканд                                        | Узбекистан  |
| NST      | ADM-Jizzakh                                                                                   | Джизак                                           | Узбекистан  |
| X01      | Юргинский машиностроительный завод                                                            | Юрга                                             | Россия      |
| X02      | Мотовилихинские заводы                                                                        | Пермь                                            | Россия      |
| X04      | ГУП «МАРЗ № 8»                                                                                | Москва                                           | Россия      |
| X06      | ДИСА Авто                                                                                     | Москва                                           | Россия      |
| X08      | Михневский ремонтно-механический завод                                                        | Михнево                                          | Россия      |
| X09      | ОАО «Строммашина»                                                                             | Кострома                                         | Россия      |
| X0B      | АО «Геомаш»                                                                                   | Щигры                                            | Россия      |
| X0C      | Таганрогский автомобильный завод (ТагАЗ)                                                      | Таганрог                                         | Россия      |
| X0F      | ООО НПК «Ранко»                                                                               | Москва                                           | Россия      |
| X0J      | Меркатор-Сервис СпецТехника                                                                   | Смоленск                                         | Россия      |
| X0K      | ОАО «Амурдормаш»                                                                              | Прогресс (Амурская область)                      | Россия      |
| X0L      | ГУП УЗ-62/14 ГУИН Минюста России                                                              | Сухобезводное                                    | Россия      |
| X0N      | ОАО «Нальчикский Машзавод»                                                                    | Нальчик                                          | Россия      |
| X0P      | ООО «Астейс»                                                                                  | Набережные Челны                                 | Россия      |
| X0S      | ООО «Полипрофиль»                                                                             | Каменск-Шахтинский                               | Россия      |
| X0T      | Машиностроительный завод «Тонар»                                                              | Орехово-Зуево                                    | Россия      |
| X0V      | АО «Авто Иквипмент Плант»                                                                     | Москва                                           | Россия      |
| X0Y      | Родниковский машиностроительный завод (РМЗ)                                                   | Родники                                          | Россия      |
| X1A      | Горьковский завод специальных автомобилей (ГЗСА) Завод специализированных автомобилей «Бизон» | Нижний Новгород                                  | Россия      |
| X1C      | Кременчугский автомобильный завод (КрАЗ)                                                      | Кременчуг                                        | Украина     |
| X1D      | Рижская автобусная фабрика (РАФ)                                                              | Рига                                             | Латвия      |
| X1E      | Курганский автобусный завод (КАвЗ)                                                            | Курган                                           | Россия      |
| X1F      | НЕФАЗ                                                                                         | Нефтекамск                                       | Россия      |
| X1G      | МоАЗ                                                                                          | Могилёв                                          | Белоруссия  |
| X1H      | Сердобский машиностроительный завод (СМЗ ПО ЗиЛ)                                              | Сердобск                                         | Россия      |
| X1J      | Красноярский завод автомобильных прицепов (КЗАП)                                              | Сосновоборск                                     | Россия      |
| X1L      | Тавдинский машиностроительный завод (ТМЗ)                                                     | Тавда                                            | Россия      |
| X1M      | Павловский автобусный завод (ПАЗ) С 1986 г. по 1997 г. использовался код XTM.                 | Павлово                                          | Россия      |
| X1N      | ОАО «Ишимский машиностроительный завод»                                                       | Ишим                                             | Россия      |
| X1P      | Уральский автомобильный завод (Урал)                                                          | Миасс                                            | Россия      |
| X1R      | Белорусский автомобильный завод (БелАЗ)                                                       | Жодино                                           | Белоруссия  |
| X1S      | Завод имени В. А. Дегтярёва (ЗиД)                                                             | Ковров                                           | Россия      |
| X1T      | Пермский завод «Машиностроитель»                                                              | Пермь                                            | Россия      |
| X1U      | MAG Motor Company                                                                             | Санкт-Петербург                                  | Россия      |
| X1V      | Краснодарский механический завод нестандартного оборудования (АвтоКубань)                     | Краснодар                                        | Россия      |
| X1W      | Ставропольский завод автомобильных прицепов (СЗАП, ОАО «Автоприцеп КАМАЗ»)                    | Ставрополь                                       | Россия      |
| X1X      | ТОО «ТурТранс» (позднее «МАЗ-Купава» и код Y3H)                                               | Минск                                            | Белоруссия  |
| X1Y      | ООО «Шмитц Каргобулл Руссланд»                                                                | Москва                                           | Россия      |
| X1Z      | ООО «РБА-Сервис»                                                                              | Стрелковское                                     | Россия      |
| X21      | ООО «Дизель-С»                                                                                | Киров                                            | Россия      |
| X2S      | ООО «ЛМК»                                                                                     | Липецк                                           | Россия      |
| X2W      | ООО «Инвеставто»                                                                              | Нижний Новгород                                  | Россия      |
| X3C      | ООО «Спецавто»                                                                                | Ульяновск                                        | Россия      |
| X3E      | Саранский завод автосамосвалов                                                                | Саранск                                          | Россия      |
| X3W      | Машиностроительный завод «Бецема»                                                             | Красногорск                                      | Россия      |
| X3Z      | Воскресенский завод «Машиностроитель»                                                         | Воскресенск                                      | Россия      |
| X43      | Московский завод специализированных автомобилей (МЗСА)                                        | Москва                                           | Россия      |
| X4A      | Автотор                                                                                       | Калининград                                      | Россия      |
| X4J      | ООО «Багем»                                                                                   | Богородск                                        | Россия      |
| X4K      | ВАП «Волжанин» (Volgabus, Волгабас (до 2012 года)                                             | Волжский                                         | Россия      |
| X4P      | АО «НовосибАРЗ»                                                                               | Новосибирск                                      | Россия      |
| X4S      | Вятско-Полянский машиностроительный завод                                                     | Вятские Поляны                                   | Россия      |
| X4X      | Автотор                                                                                       | Калининград                                      | Россия      |
| X52      | Транслес                                                                                      | Химки                                            | Россия      |
| X57      | ООО «Канашский завод стройтехника»                                                            | Канаш                                            | Россия      |
| X5C      | ООО «Трейлер»                                                                                 | Ступино                                          | Россия      |
| X5F      | ОАО «Автогидроподъемник»                                                                      | Санкт-Петербург                                  | Россия      |
| X5H      | АО «Мценский завод коммунального машиностроения»                                              | Мценск                                           | Россия      |
| X5T      | ОАО «41 центральный завод железнодорожной техники»                                            | Томилино                                         | Россия      |
| X6A      | ООО «Ирбитский завод спецтехники»                                                             | Ирбит                                            | Россия      |
| X6F      | ООО «Спектор Моторс»                                                                          | Братовщина (Московская область)                  | Россия      |
| X6D      | АО «ВАЗИНТЕРСЕРВИС»                                                                           | Тольятти                                         | Россия      |
| X6P      | ОАО «172 ЦАРЗ»                                                                                | Воронеж                                          | Россия      |
| X6Y      | ООО «Вектор» (ЛАВ)                                                                            | Ломоносовский район (Ленинградская область)      | Россия      |
| X78      | ГАЗ                                                                                           | Нижний Новгород                                  | Россия      |
| X7D      | РосЛада                                                                                       | Сызрань                                          | Россия      |
| X7F      | ГРАЗ                                                                                          | Грабово                                          | Россия      |
| X7M      | ТагАЗ                                                                                         | Таганрог                                         | Россия      |
| X7T      | Чкаловский автобусный завод                                                                   | Чкаловск                                         | Таджикистан |
| X7Y      | ЗАО «Супер-Авто»                                                                              | Тольятти                                         | Россия      |
| X7Z      | ОМП им. Баранова                                                                              | Омск                                             | Россия      |
| X8A      | ЗАО ЧП «Сеспель»                                                                              | Чебоксары                                        | Россия      |
| X8K      | АО «Уралтермосвар»                                                                            | Екатеринбург                                     | Россия      |
| X8L      | АО «Курганские Прицепы»                                                                       | Курган                                           | Россия      |
| X8U      | Скания-Питер                                                                                  | Санкт-Петербург                                  | Россия      |
| X8W      | АО «МордовАгроМаш»                                                                            | Саранск                                          | Россия      |
| X90      | ГРАЗ                                                                                          | Грабово                                          | Россия      |
| X91      | Уральский автомоторный завод                                                                  | Новоуральск                                      | Россия      |
| X96      | ГАЗ                                                                                           | Нижний Новгород                                  | Россия      |
| X9F      | Форд Мотор Компани                                                                            | Всеволожск                                       | Россия      |
| X9H      | ООО «Центртранстехмаш»                                                                        | Рязань                                           | Россия      |
| X9L      | GM-АВТОВАЗ                                                                                    | Тольятти                                         | Россия      |
| X9N      | ООО «Самотлор-НН»                                                                             | Нижний Новгород                                  | Россия      |
| X9U      | ООО «Альманах»                                                                                | Нижний Новгород                                  | Россия      |
| X9X      | ООО «Автотрейд-12»                                                                            | Новохаритоново                                   | Россия      |
| XE2      | ООО «Автомастер»                                                                              | Набережные Челны                                 | Россия      |
| XE7      | ООО «Технология движения»                                                                     | Москва                                           | Россия      |
| XED      | ООО ПП «СпецАвтоПрицеп»                                                                       | Лысьва                                           | Россия      |
| XEZ      | ООО «СВАРМЕТ+» (Завод прицепов «Батыр»)                                                       | Туймазы                                          | Россия      |
| XD2      | ООО «ТТМ Центр» ООО «Центртранстехмаш»                                                        | Рязань                                           | Россия      |
| XDD      | ООО «Евромонтаж»                                                                              | Красноярск                                       | Россия      |
| XDK      | ООО «Нижегородский автомеханический завод»                                                    | Богородск                                        | Россия      |
| XDP      | ООО «Карус»                                                                                   | Ступино                                          | Россия      |
| XJ4      | ООО «ПК Транспортные системы»                                                                 | Москва                                           | Россия      |
| XJ6      | ООО «Технотерра»                                                                              | Шатура                                           | Россия      |
| XJB      | ООО «Крепость АТ» (Arctic Trucks)                                                             | Красноярск                                       | Россия      |
| XJF      | ООО «Ижевские Прицепы»                                                                        | Ижевск                                           | Россия      |
| XJT      | ООО «Компонент»                                                                               | Ижевск                                           | Россия      |
| XJY      | ООО «Бонум» (Bonum)                                                                           | Ростов-на-Дону                                   | Россия      |
| XKH      | ООО «Бэст»                                                                                    | Воронеж                                          | Россия      |
| XKT      | ООО «Форвард»                                                                                 | Нижний Новгород                                  | Россия      |
| XKY      | ООО «КМЗ»                                                                                     | Чебоксары                                        | Россия      |
| XKZ      | ООО «Прицепцентр»                                                                             | Липецк                                           | Россия      |
| XS0      | Арзамасский машиностроительный завод                                                          | Арзамас                                          | Россия      |
| XS3      | ЗАО «Скуратовский Завод „Стройтехника“»                                                       | Тула                                             | Россия      |
| XS6      | ООО «Механический Завод „Спецтранс“»                                                          | Санкт-Петербург                                  | Россия      |
| XS7      | ОАО «Погрузчик»                                                                               | Орёл                                             | Россия      |
| XS8      | АО «Завод Строммашина»                                                                        | Челябинск                                        | Россия      |
| XSC      | ОАО «ОЗТП-Сармат»                                                                             | Орск                                             | Россия      |
| XSD      | АО АК «Туламашзавод»                                                                          | Тула                                             | Россия      |
| XSE      | Ирбитский мотоциклетный завод»                                                                | Ирбит                                            | Россия      |
| XSF      | БАЗ                                                                                           | Брянск                                           | Россия      |
| XSJ      | ООО «Автосервис-Центр»                                                                        | Нижний Новгород                                  | Россия      |
| XSM      | Киргизавтомаш                                                                                 | Бишкек                                           | Киргизия    |
| XSR      | Новолипецкий металлургический комбинат                                                        | Липецк                                           | Россия      |
| XST      | АО «41 Центральный завод железнодорожной техники»                                             | Люберцы                                          | Россия      |
| XSU      | ООО «СпецМобиль»                                                                              | Нижний Новгород                                  | Россия      |
| XSW      | Киевский авторемонтный завод № 5                                                              | Киев                                             | Украина     |
| XSY      | АООТ «Контес»                                                                                 |                                                  | Россия      |
| XSZ      | ТОО «ЭМОС»                                                                                    | Россия                                           |             |
| XT1      | АО «Завод „Газстроймаш“»                                                                      | Москва                                           | Россия      |
| XT2      | Ивэнергомаш                                                                                   | Иваново                                          | Россия      |
| XT6      | ОАО «Псковавто»                                                                               | Псков                                            | Россия      |
| XT7      | АО НПО «Плавский»                                                                             | Плавск                                           | Россия      |
| XT8      | АО «Завод Корпусов»                                                                           | Выкса                                            | Россия      |
| XTA      | АвтоВАЗ                                                                                       | Тольятти                                         | Россия      |
| XTВ      | Москвич                                                                                       | Москва                                           | Россия      |
| XTC      | Камский автомобильный завод (КамАЗ)                                                           | Набережные Челны                                 | Россия      |
| XTD      | ЛуАЗ                                                                                          | Луцк                                             | Украина     |
| XTE      | ЗАЗ                                                                                           | Запорожье                                        | Украина     |
| XTF      | ГолАЗ                                                                                         | Голицыно                                         | Россия      |
| XTG      | ОдАЗ                                                                                          | Одесса                                           | Украина     |
| XTH      | ГАЗ                                                                                           | Нижний Новгород                                  | Россия      |
| XTJ      | СеАЗ                                                                                          | Серпухов                                         | Россия      |
| XTK      | ИжАвто                                                                                        | Ижевск                                           | Россия      |
| XTL      | КЗКТ                                                                                          | Курган                                           | Россия      |
| XTM      | МАЗ                                                                                           | Минск                                            | Белоруссия  |
| XTN      | ФГУП «ГСКБ по ремонтным мастерским и кузовам»                                                 | Шумерля                                          | Россия      |
| XTP      | ММЗ                                                                                           | Мытищи                                           | Россия      |
| XTS      | ЧМЗАП                                                                                         | Челябинск                                        | Россия      |
| XTT      | Ульяновский автомобильный завод (УАЗ)                                                         | Ульяновск                                        | Россия      |
| XTU      | Тролза (ЗиУ)                                                                                  | Энгельс                                          | Россия      |
| XTW      | ЛАЗ                                                                                           | Львов                                            | Украина     |
| XTX      | ОАО ЗТО «Камея»                                                                               | Нижний Новгород                                  | Россия      |
| XTY      | ЛиАЗ                                                                                          | Ликино-Дулёво                                    | Россия      |
| XTZ      | ЗИЛ                                                                                           | Москва                                           | Россия      |
| XU5      | ООО «Автомеханический завод»                                                                  | Нижний Новгород                                  | Россия      |
| XU6      | ООО «Автодом»                                                                                 | Ульяновск                                        | Россия      |
| XUB      | ООО «Чайка-НН»                                                                                | Нижний Новгород                                  | Россия      |
| XUJ      | ООО «Авто-Профи»                                                                              | Нижний Новгород                                  | Россия      |
| XUS      | ООО СТ «Нижегородец»                                                                          | Нижний Новгород                                  | Россия      |
| XUU      | Автотор                                                                                       | Калининград                                      | Россия      |
| XUW      | ООО «Балтавтоагрегат»                                                                         | Калининград                                      | Россия      |
| XUY      | ООО «Рускомтранс»                                                                             | Балахна                                          | Россия      |
| XVC      | ОАО «Кургандормаш»                                                                            | Курган                                           | Россия      |
| XVD      | СемАР                                                                                         | Семёнов                                          | Россия      |
| XVF      | Курганмашзавод                                                                                | Курган                                           | Россия      |
| XVG      | МАРЗ                                                                                          | Мичуринск                                        | Россия      |
| XVL      | Арзамасский завод коммунального машиностроения                                                | Арзамас                                          | Россия      |
| XVU      | ОАО «Завод Старт»                                                                             | Далматово                                        | Россия      |
| XW2      | ООО «Уралпромтехника»                                                                         | Миасс                                            | Россия      |
| XW4      | ООО «Пластик-Рустер» (Grünwald)                                                               | Прибрежное (Калининградская область)             | Россия      |
| XW7      | ООО «Тойота Мануфэкчуринг Рус»                                                                | Санкт-Петербург                                  | Россия      |
| XW8      | ООО «Фольксваген Груп»                                                                        | Калуга                                           | Россия      |
| XWB      | UzDaewooAuto                                                                                  | Асака                                            | Узбекистан  |
| XWE      | Автотор                                                                                       | Калининград                                      | Россия      |
| XWF      | Автотор                                                                                       | Калининград                                      | Россия      |
| XWK      | ИжАвто                                                                                        | Ижевск                                           | Россия      |
| XWM      | ООО АЗК «Тор»                                                                                 | Нижний Новгород                                  | Россия      |
| XWN      | Армор Групп                                                                                   | Нижний Новгород                                  | Россия      |
| XWW      | Азия Авто                                                                                     | Усть-Каменогорск                                 | Казахстан   |
| XWX      | ООО «Крона-НН»                                                                                | Нижний Новгород                                  | Россия      |
| XWY      | ООО «Смартэко»                                                                                | Нижний Новгород                                  | Россия      |
| XWZ      | АО «Великолукский опытный машиностроительный завод»                                           | Великие Луки                                     | Россия      |
| XZ2      | ООО «Корн Кипперс»                                                                            | Саранск                                          | Россия      |
| XZ7      | ООО «ТехноСтавПрицеп»                                                                         | Ставрополь                                       | Россия      |
| XZA      | ООО «ЗАМС»                                                                                    | Тольятти                                         | Россия      |
| XZL      | ООО «Тавиалс»                                                                                 | Ростов-на-Дону                                   | Россия      |
| XZP      | ООО «Гут Трейлер»                                                                             | Великий Новгород                                 | Россия      |
| XZV      | ООО «Новый Завод»                                                                             | Нижний Новгород                                  | Россия      |
| Y3B      | БелАЗ                                                                                         | Жодино                                           | Белоруссия  |
| Y3C      | МоАЗ                                                                                          | Могилёв                                          | Белоруссия  |
| Y3D      | Могилёвтрансмаш                                                                               | Могилёв                                          | Белоруссия  |
| Y3F      | Неман                                                                                         | Лида                                             | Белоруссия  |
| Y3H      | МАЗ-Купава (ранее ТОО «ТурТранс» и код X1X)                                                   | Минск                                            | Белоруссия  |
| Y3J      | БКМ                                                                                           | Минск                                            | Белоруссия  |
| Y3K      | МЗКТ                                                                                          | Минск                                            | Белоруссия  |
| Y3M      | МАЗ                                                                                           | Минск                                            | Белоруссия  |
| Y3N      | МАЗ-MAN                                                                                       | Минск                                            | Белоруссия  |
| Y4A      | ООО «ЭТОН» (до 2012 года)                                                                     | Жодино                                           | Белоруссия  |
| Y4K      | СЗАО «БЕЛДЖИ»                                                                                 | Борисов                                          | Белоруссия  |
| Y6D      | ЗАЗ                                                                                           | Запорожье                                        | Украина     |
| Y6E      | Днепродзержинский АРЗ                                                                         | Днепродзержинск                                  | Украина     |
| Y6L      | ЛуАЗ (сборка автобусов и троллейбусов Богдан)                                                 | Луцк                                             | Украина     |
| Y6M      | Кременчугский колёсный завод                                                                  | Кременчуг                                        | Украина     |
| Y6P      | Черниговский автозавод                                                                        | Чернигов                                         | Украина     |
| Y6R      | Херсонский автосборочный завод «Анто-Рус»                                                     | Херсон                                           | Украина     |
| Y7A      | КрАЗ                                                                                          | Кременчуг                                        | Украина     |
| Y7B      | «Черкасский автобус»                                                                          | Черкассы                                         | Украина     |
| Y7F      | БАЗ                                                                                           | Борисполь                                        | Украина     |
| Y7S      | ООО «Корида-Тех»                                                                              | Светловодск                                      | Украина     |
| Y7X      | Часовоярские автобусы                                                                         | Часов Яр                                         | Украина     |
| Y8A      | ЛАЗ                                                                                           | Львов                                            | Украина     |
| Y8J      | ПОГ «КРЕМОС»                                                                                  | Кременчуг                                        | Украина     |
| Y8U      | Укравтобуспром                                                                                | Львов                                            | Украина     |
| Y9Z      | ЗАЗ (сборка автомобилей Lada и Renault)                                                       | Запорожье                                        | Украина     |
| Z02      | ООО ТД «СаранскСпецТехника»                                                                   | Саранск                                          | Россия      |
| Z05      | Яровит Моторс                                                                                 | Санкт-Петербург                                  | Россия      |
| Z06      | ООО «Автоприцепы Сибтрал»                                                                     | Берёзовка (Берёзовский район, Красноярский край) | Россия      |
| Z07      | Volgabus (с 2012 года)                                                                        | Волжский                                         | Россия      |
| Z0E      | ООО «Ё-Авто»                                                                                  | Москва                                           | Россия      |
| Z0G      | ООО «Грюнвальд» (Grünwald)                                                                    | Калининград                                      | Россия      |
| Z0V      | ООО «УралСпецТранс»                                                                           | Миасс                                            | Россия      |
| Z0X      | ООО «ЛАДА Спорт»                                                                              | Тольятти                                         | Россия      |
| Z6F      | ООО «Форд Соллерс Елабуга»                                                                    | Елабуга                                          | Россия      |
| Z76      | ТОО «Daewoo Bus Kazakhstan»                                                                   | Семей                                            | Казахстан   |
| Z7C      | «Луидор»                                                                                      | Нижний Новгород                                  | Россия      |
| Z7G      | ООО «Соллерс-Елабуга»                                                                         | Елабуга                                          | Россия      |
| Z7H      | ООО ПКФ «Политранс»                                                                           | Челябинск                                        | Россия      |
| Z7K      | ООО «РекАвто»                                                                                 | Нижний Новгород                                  | Россия      |
| Z7S      | Мелеузовский АРЗ                                                                              | Мелеуз                                           | Россия      |
| Z7T      | РоАЗ                                                                                          | Ростов-на-Дону                                   | Россия      |
| Z7Y      | «Артан»                                                                                       | Нижний Новгород                                  | Россия      |
| Z8E      | ООО «Жуковский мотовелозавод»                                                                 | Жуковка (Брянская область)                       | Россия      |
| Z8G      | ООО «AvtoS»                                                                                   | Коломна                                          | Россия      |
| Z8N      | ООО «Ниссан Мануфэкчуринг Рус»                                                                | Санкт-Петербург                                  | Россия      |
| Z8Y      | «ХОРС-А»                                                                                      | Барнаул                                          | Россия      |
| Z95      | ООО «Сервис Моторс»                                                                           | Тольятти                                         | Россия      |
| Z96      | ООО «Исмиль»                                                                                  | Набережные Челны                                 | Россия      |
| Z9G      | ООО «Рустрак»                                                                                 | Нижний Новгород                                  | Россия      |
| Z9L      | ООО ТФК «Феникс»                                                                              | Набережные Челны                                 | Россия      |
| Z9N      | ООО «Автоспецоборудование»                                                                    | Великий Новгород                                 | Россия      |
| Z9R      | ООО «Рейсер»                                                                                  | Барнаул                                          | Россия      |
| Z9Z      | ООО «Объединённая Автомобильная Группа»                                                       | Ижевск (Удмуртская республика)                   | Россия      |
| X*9, Y*9 | Мелкие заводы                                                                                 |                                                  |             |

#### WMI мелких заводов бывшего СССР
X89 — Россия; Y39 — Белоруссия; Y69, Y89 и Y99 — Украина.
| VIN         | Предприятие                                                                              | Город                                       | Страна   |
| ----------- | ---------------------------------------------------------------------------------------- | ------------------------------------------- | -------- |
| X89……..AA3… | ОАО «Ряжский авторемонтный завод»                                                        | Ряжск                                       | Россия   |
| X89……..AA6… | ООО НПФ «Практик»                                                                        | Дзержинск                                   | Россия   |
| X89……..AA9… | ЗАО НПК «Коммаш»                                                                         | Москва                                      | Россия   |
| X89……..AB0… | ООО «Глоббас»                                                                            | Санкт-Петербург                             | Россия   |
| X89……..AB2… | ОАО «Тайшетский завод по ремонту дорожно-строительных машин»                             | Тайшет                                      | Россия   |
| X89……..AB5… | ООО «Строймаш-Сервис»                                                                    | Тверь                                       | Россия   |
| X89……..AB6… | Козловский комбинат автофургонов                                                         | Козловка                                    | Россия   |
| X89……..AB7… | ОАО «Абаканский экспериментально-механический завод»                                     | Абакан                                      | Россия   |
| X89……..AB8… | ЗАО «Завод Рида»                                                                         | Нижний Новгород                             | Россия   |
| X89……..AB9… | ЗАО «Исток»                                                                              | Красногорск                                 | Россия   |
| X89……..AC1… | ЗАО «Яхромский автобусный завод»                                                         | Яхрома                                      | Россия   |
| X89……..AC2… | АО «751 ремонтный завод»                                                                 | Ростов                                      | Россия   |
| X89……..AC4… | АО «Имя-М»                                                                               | Москва                                      | Россия   |
| X89……..AC5… | ООО «Автокад»                                                                            | Санкт-Петербург                             | Россия   |
| X89……..AC6… | ЗАО «КАПРИ»                                                                              | Павлово                                     | Россия   |
| X89……..AC7… | АО «Мосдормаш»                                                                           | Москва                                      | Россия   |
| X89……..AC8… | АО «Завидовский экспериментально-механический завод»                                     | Новозавидовский                             | Россия   |
| X89……..AD1… | ООО «Промышленная Группа „Самотлор-НН“»                                                  | Нижний Новгород                             | Россия   |
| X89……..AD2… | ЗАО НТЦ «Экспертцентр»                                                                   | Менделеево                                  | Россия   |
| X89……..AD4… | ОАО «Вологодский машиностроительный завод»                                               | Вологда                                     | Россия   |
| X89……..AE2… | ООО «ПКФ „Берц“»                                                                         | Рязань                                      | Россия   |
| X89……..AE3… | ОАО «Тушинский машиностроительный завод»                                                 | Москва                                      | Россия   |
| X89……..AF3… | Сокольнический вагоноремонтно-строительный завод                                         | Москва                                      | Россия   |
| X89……..AG6… | ГП «Московский авторемонтный кузовной завод „Аремкуз“»                                   | Москва                                      | Россия   |
| X89……..AH2… | ООО ПКП «Комби-Люкс»                                                                     | Нижний Новгород                             | Россия   |
| X89……..AH6… | ЗАО «Воронежский авторемонтный завод»                                                    | Воронеж                                     | Россия   |
| X89……..AH9… | ЗАО «Авто»                                                                               | Невинномысск                                | Россия   |
| X89……..AM1… | ОАО «Тосненский Автобусный Завод»                                                        | Тосно                                       | Россия   |
| X89……..AM8… | Ярославский электромеханический завод                                                    | Ярославль                                   | Россия   |
| X89……..AN0… | ООО «Пауэр Технолоджис»                                                                  | Москва                                      | Россия   |
| X89……..AN5… | ФГУП «81 ЦИБ МО РФ»                                                                      | Ярославль                                   | Россия   |
| X89……..AR4… | ОАО «Мытищинский приборостроительный завод»                                              | Мытищи                                      | Россия   |
| X89……..AT3… | ОАО «БТЗ»                                                                                | Уфа                                         | Россия   |
| X89……..AT6… | ИНМАН                                                                                    | Ишимбай                                     | Россия   |
| X89……..AU2… | ООО НПФ «Галант-Авто»                                                                    | Нижний Новгород                             | Россия   |
| X89……..AU9… | ЗАО «Спецмаш Сервис»                                                                     | Челябинск                                   | Россия   |
| X89……..AV9… | ОАО НПО «Росдормаш»                                                                      | Пушкино                                     | Россия   |
| X89……..AY4… | ООО «АвтоЛИК»                                                                            | Нижний Новгород                             | Россия   |
| X89……..BA8… | ООО ПКФ «Кержач»                                                                         | Нижний Новгород                             | Россия   |
| X89……..BB1… | Жуковский машиностроительный завод                                                       | Жуковский                                   | Россия   |
| X89……..BB7… | ООО «Автомодерн»                                                                         | Нижний Новгород                             | Россия   |
| X89……..BD7… | ЗАО «Интерпласт-Авто»                                                                    | Нижний Новгород                             | Россия   |
| X89……..BE1… | ООО «Дизайн-Центр»                                                                       | Нижний Новгород                             | Россия   |
| X89……..BE4… | ПО «Берег»                                                                               | Большие Дворы                               | Россия   |
| X89……..BF3… | ООО «Автосервис-Центр»                                                                   | Нижний Новгород                             | Россия   |
| X89……..BF6… | ОАО «Транс-Альфа»                                                                        | Вологда                                     | Россия   |
| X89……..BF8… | ООО «РОСВЭН»                                                                             | Тольятти                                    | Россия   |
| X89……..BF9… | ООО «ДиОРА»                                                                              | Нижний Новгород                             | Россия   |
| X89……..BG6… | ЗАО «ВЗТМ»                                                                               | Волгоград                                   | Россия   |
| X89……..BJ6… | ООО НТЦ «Таганай-Авто»                                                                   | Миасс                                       | Россия   |
| X89……..BJ8… | ФГУ «1 ЭППО» МО РФ                                                                       | Бронницы                                    | Россия   |
| X89……..BK0… | ООО «АК МОТОР СЕРВИС»                                                                    | Владивосток                                 | Россия   |
| X89……..BL3… | АО «Электроагрегат»                                                                      | Новосибирск                                 | Россия   |
| X89……..BR2… | ООО «Технополис»                                                                         | Боровск                                     | Россия   |
| X89……..BR7… | Филиал Московский троллейбусный завод «МТрЗ» ГУП «Мосгортранс»                           | Москва                                      | Россия   |
| X89……..BS5… | ЗАО «БАКМ»                                                                               | Балашиха                                    | Россия   |
| X89……..BT2… | ЗАО «Завод автомототехники малых серий»                                                  | Нижний Новгород                             | Россия   |
| X89……..BY9… | ООО «Рошавтофургон»                                                                      | Рошаль                                      | Россия   |
| X89……..BZ4… | ООО «АЛСА-Энерго-Промконструкция»                                                        | Челябинск                                   | Россия   |
| X89……..BZ7… | ООО «Семар-Сервис»                                                                       | Семенов                                     | Россия   |
| X89……..CA4… | ОАО «Петербургский трамвайно-механический завод»                                         | Санкт-Петербург                             | Россия   |
| X89……..CA5… | ООО «Фирма Ариар»                                                                        | Мытищи                                      | Россия   |
| X89……..CC3… | ООО «Морские системы»                                                                    | Санкт-Петербург                             | Россия   |
| X89……..CC7… | ООО «Техномак»                                                                           | Химки                                       | Россия   |
| X89……..CE4… | ООО «Крона-НН»                                                                           | Нижний Новгород                             | Россия   |
| X89……..CE9… | ООО «Автоспектр-НН»                                                                      | Нижний Новгород                             | Россия   |
| X89……..CF8… | АО «Иркутский завод дорожных машин»                                                      | Иркутск                                     | Россия   |
| X89……..CG7… | ООО «Клетинский машиностроительный завод»                                                | Клетино (Рязанская область)                 | Россия   |
| X89……..CK1… | ООО «Балтспецмаш»                                                                        | Калининград                                 | Россия   |
| X89……..CK6… | ООО «ГАС»                                                                                | Санкт-Петербург                             | Россия   |
| X89……..CK9… | ООО ПКФ «Алькаир»                                                                        | Нижний Новгород                             | Россия   |
| X89……..CL3… | ОАО ИПП «Челябтехстром»                                                                  | Челябинск                                   | Россия   |
| X89……..CL6… | ООО «КамМЗ»                                                                              | Набережные Челны                            | Россия   |
| X89……..CM1… | Челябинский тракторный завод                                                             | Челябинск                                   | Россия   |
| X89……..CP5… | ООО "НПК «Ранко»                                                                         | Москва                                      | Россия   |
| X89……..CR6… | ООО «Газмонтаж»                                                                          | Химки                                       | Россия   |
| X89……..CS9… | ООО «Транслес»                                                                           | Химки                                       | Россия   |
| X89……..CV5… | ООО «Терра Плюс»                                                                         | Энгельс                                     | Россия   |
| X89……..CV8… | ООО ТПП «Пеленг»                                                                         | Нижний Новгород                             | Россия   |
| X89……..CU1… | ООО «Каланча»                                                                            | Сергиев Посад                               | Россия   |
| X89……..CU2… | ООО «ЕвоБус Русслэнд»                                                                    | Коломна                                     | Россия   |
| X89……..CW8… | ООО «АвтоСпецТехника-Урал»                                                               | Миасс                                       | Россия   |
| X89……..CX6… | ООО «Прагматик-Авто»                                                                     | Электроугли                                 | Россия   |
| X89……..CX8… | ООО «Дорпром Интернациональ»                                                             | Ивантеевка                                  | Россия   |
| X89……..CY8… | ООО «Авто Вектор»                                                                        | Красногорск                                 | Россия   |
| X89……..DA7… | Завод «Электроизолятор»                                                                  | Новохаритоново                              | Россия   |
| X89……..DD1… | ООО «Корона-Тэк»                                                                         | Самара                                      | Россия   |
| X89……..DD5… | ОАО «Криогенмаш»                                                                         | Балашиха                                    | Россия   |
| X89……..DE2… | АО «Коминвест-АКМТ»                                                                      | Москва                                      | Россия   |
| X89……..DF7… | НАО «Завод „Джи Ти Сэвэн“ (GT7)                                                          | Кузнецк                                     | Россия   |
| X89……..DF8… | OOO „В-Кран“                                                                             | Санкт-Петербург                             | Россия   |
| X89……..DG7… | ООО „АвтоСпецТехника-Канаш“                                                              | Канаш                                       | Россия   |
| X89……..DH0… | ООО „Автотранслессервис“                                                                 | Москва                                      | Россия   |
| X89……..DH7… | ТПК „София“                                                                              | Нижний Новгород                             | Россия   |
| X89……..DH8… | ООО ПКС „Нефтесервис“                                                                    | Ростов на Дону                              | Россия   |
| X89……..DJ1… | ЗАО „Пильнинский оптико-механический завод“                                              | Пильна                                      | Россия   |
| X89……..DJ8… | ЗАО „МОЗБТ“                                                                              | Беседы (Ленинский район)                    | Россия   |
| X89……..DK1… | ООО НПО „Ростар“                                                                         | Елабуга                                     | Россия   |
| X89……..DL0… | ООО „Марков и Компания“                                                                  | Нижний Новгород                             | Россия   |
| X89……..DL1… | ООО „Фокстанк“                                                                           | Нижний Новгород                             | Россия   |
| X89……..DM7… | ООО „Уральский завод спецтехники“                                                        | Усть-Катав                                  | Россия   |
| X89……..DN2… | ООО „Петротроллейбус“                                                                    | Петрозаводск                                | Россия   |
| X89……..DN9… | ООО НПФ „ТРЭКОЛ“                                                                         | Москва                                      | Россия   |
| X89……..DR8… | ООО „ЧелябДорМаш“                                                                        | Челябинск                                   | Россия   |
| X89……..DU5… | ООО „Камышинский машзавод“                                                               | Камышин                                     | Россия   |
| X89……..DV2… | ООО „Кроганн“                                                                            | Железнодорожный                             | Россия   |
| X89……..DV8… | ООО „Кузбассавто“                                                                        | Драченино                                   | Россия   |
| X89……..DX3… | ООО „Канашский завод стройтехника“                                                       | Канаш                                       | Россия   |
| X89……..EC8… | ИП Гараев З. М.                                                                          | Набережные Челны                            | Россия   |
| X89……..ED8… | ООО „Завод СпецАгрегат“                                                                  | Миасс                                       | Россия   |
| X89……..EG2… | ООО „Краснодарский компрессорный завод“                                                  | Динская                                     | Россия   |
| X89……..EG4… | ООО „Энерготрансмаш“                                                                     | Сергиев Посад                               | Россия   |
| X89……..EG7… | ООО Завод „Силач“                                                                        | Челябинск                                   | Россия   |
| X89……..EH1… | ООО „Автомастер“                                                                         | Нижний Новгород                             | Россия   |
| X89……..EJ6… | ОАО „Чистый город“                                                                       | Ростов-на-Дону                              | Россия   |
| X89……..EJ9… | ОАО „Сибэлтранссервис“                                                                   | Новосибирск                                 | Россия   |
| X89……..EK2… | ООО „ТС ателье“                                                                          | Санкт-Петербург                             | Россия   |
| X89……..EK7… | ООО „Тегас“                                                                              | Динская                                     | Россия   |
| X89……..EL5… | ИП Узилов С. А.                                                                          | Тольятти                                    | Россия   |
| X89……..EL6… | ООО „Канашский завод стройтехника“                                                       | Канаш                                       | Россия   |
| X89……..EM0… | ООО „Мизатеф“                                                                            | Миасс                                       | Россия   |
| X89……..EN0… | ООО „СВАРМЕТ+“ (Завод прицепов „Батыр“)                                                  | Туймазы                                     | Россия   |
| X89……..EP9… | ООО „Вологодские Машины“                                                                 | Вологда                                     | Россия   |
| X89……..ER9… | АО „Автобау“                                                                             | Москва                                      | Россия   |
| X89……..EY1… | АО „Нижегородский центр спецавтомобилей“                                                 | Нижний Новгород                             | Россия   |
| X89……..EY9… | ООО „ФоксТанк Моторс“                                                                    | Нижний Новгород                             | Россия   |
| X89……..FA0… | ООО „Спецмаш“                                                                            | Курск                                       | Россия   |
| X89……..FB1… | ООО „Уфимский завод геологоразведочного оборудования“                                    | Уфа                                         | Россия   |
| X89……..FB3… | ООО „Инвеставто“                                                                         | Нижний Новгород                             | Россия   |
| X89……..FB7… | ООО „НижГеоКомплект“                                                                     | Туймазы                                     | Россия   |
| X89……..FC6… | ООО „Кобит.ру“                                                                           | Нижний Новгород                             | Россия   |
| X89……..FD3… | АО НТЦ „Эврика-Трейд“                                                                    | Сургут                                      | Россия   |
| X89……..FD9… | ООО ПК „Анкер“                                                                           | Санкт-Петербург                             | Россия   |
| X89……..FF3… | ООО „Автотехника“                                                                        | Миасс                                       | Россия   |
| X89……..FG2… | ООО „Логинпром“                                                                          | Таганрог                                    | Россия   |
| X89……..FG3… | ООО АЗ „Стройдормаш“                                                                     | Арамиль                                     | Россия   |
| X89……..FG4… | ООО „ТрансИжАвто“                                                                        | Ижевск                                      | Россия   |
| X89……..FJ4… | ООО „ТехМодерн“                                                                          | Санкт-Петербург                             | Россия   |
| X89……..FM4… | ООО „Джитиэс-Трейлер“ (GTS Trailer)                                                      | Заволжье                                    | Россия   |
| X89……..FN9… | ООО „Промавтотранс“                                                                      | Миасс                                       | Россия   |
| X89……..FP1… | ОАО „Станкоагрегат“                                                                      | Москва                                      | Россия   |
| X89……..FP3… | ООО „Челябинский машиностроительный завод“                                               | Челябинск                                   | Россия   |
| X89……..FP7… | ООО „Завод Буровых Технологий“                                                           | Санкт-Петербург                             | Россия   |
| X89……..FR4… | ООО „Автоконструкция“                                                                    | Нижний Новгород                             | Россия   |
| X89……..FR7… | ООО „ЛекоМ-сервис“                                                                       | Москва                                      | Россия   |
| X89……..FS6… | ООО НПО „Трансмастер“                                                                    | Чебаркуль                                   | Россия   |
| X89……..FT0… | ООО „Техникс“                                                                            | Санкт-Петербург                             | Россия   |
| X89……..FT5… | ООО ТК „Трансмастер“                                                                     | Миасс                                       | Россия   |
| X89……..FT7… | ООО „Лоренс Груп“                                                                        | Москва                                      | Россия   |
| X89……..FX6… | ООО Завод Вакуумных Машин „Слон“                                                         | Миасс                                       | Россия   |
| X89……..FX9… | ООО ПТП „Уралмаш“                                                                        | Миасс                                       | Россия   |
| X89……..FY0… | НПО „Нефтегазовое машиностроение и специальное автомобилестроение“ (GT7)                 | Москва                                      | Россия   |
| X89……..FZ4… | ООО „Челябинский компрессорный завод“                                                    | Красноармейский район (Челябинская область) | Россия   |
| X89……..GA2… | ООО „Сибирь Трейлер-Инжиниринг“                                                          | Тюмень                                      | Россия   |
| X89……..GB0… | ООО „АвтоСпецВан“                                                                        | Миасс                                       | Россия   |
| X89……..GB3… | СпецАвтоИнжиниринг                                                                       | Москва                                      | Россия   |
| X89……..GD8… | ООО НПО „Группа компаний машиностроения и приборостроения“                               | Москва                                      | Россия   |
| X89……..GE7… | ООО „Нефтемаш-Сервис“                                                                    | Мичуринск                                   | Россия   |
| X89……..GF1… | ООО ЗМК „Башеврокуб“                                                                     | Нефтекамск                                  | Россия   |
| X89……..GF3… | ООО „Рифзапчасть“                                                                        | Сургут                                      | Россия   |
| X89……..GG1… | ООО „Автоэкспорт“                                                                        | Миасс                                       | Россия   |
| X89……..GG9… | ООО „Альянсавто“                                                                         | Миасс                                       | Россия   |
| X89……..GJ1… | ООО „Промбуравто“                                                                        | Миасс                                       | Россия   |
| X89……..GJ2… | АО „Уфимский трамвайно-троллейбусный завод“                                              | Уфа                                         | Россия   |
| X89……..GJ7… | ООО „Союзпрофмонтаж“                                                                     | Сургут                                      | Россия   |
| X89……..GL4… | ООО МЗ „Роксон“                                                                          | Челябинск                                   | Россия   |
| X89……..GL8… | ООО „Охтинский механический завод“                                                       | Санкт-Петербург                             | Россия   |
| X89……..GM3… | ООО „Элефант Сервис“                                                                     | Люберцы                                     | Россия   |
| X89……..GM5… | ООО „Ленкомтех“                                                                          | Заречный (Пензенская область)               | Россия   |
| X89……..GN5… | ООО „Завод Спецмаш“                                                                      | Челябинск                                   | Россия   |
| X89……..GP4… | ООО РМЗ „Дорожник“                                                                       | Набережные Челны                            | Россия   |
| X89……..GV0… | ООО „Нордтанк“                                                                           | Вологда                                     | Россия   |
| X89……..GV5… | ОАО СМЗ „Элеватормельмаш“                                                                | Саратов                                     | Россия   |
| X89……..GY3… | ООО „Автоприцеп“                                                                         | Набережные Челны                            | Россия   |
| X89……..GY8… | ООО „ЕМГ“                                                                                | Москва                                      | Россия   |
| X89……..GZ9… | ООО „Осинский машиностроительный завод“                                                  | Оса                                         | Россия   |
| X89……..HA1… | ООО „Урал НПО Сервис“                                                                    | Заречный                                    | Россия   |
| X89……..HA3… | ООО „Промышленные компоненты КамАЗ“                                                      | Набережные Челны                            | Россия   |
| X89……..HA5… | ООО „Петсун“                                                                             | Азнакаево                                   | Россия   |
| X89……..HA6… | ООО „Фургонград“                                                                         | Столбище (Татарстан)                        | Россия   |
| X89……..HA7… | ООО „Ракурс24“                                                                           | Минусинск                                   | Россия   |
| X89……..HA8… | АО „Волтрак Корп“                                                                        | Копейск                                     | Россия   |
| X89……..HA9… | ООО „Ставропольский Завод Автоприцепов“                                                  | Ставрополь                                  | Россия   |
| X89……..HB2… | ООО „СевЗапГидроПроект“                                                                  | Псков                                       | Россия   |
| X89……..HB4… | ИП Стадников Е. А.                                                                       | Челябинск                                   | Россия   |
| X89……..HB7… | ООО „Металлстрой64“                                                                      | Энгельс                                     | Россия   |
| X89……..HB9… | ООО „Газпром недра“                                                                      | Москва                                      | Россия   |
| X89……..HC1… | АО „Барренс“                                                                             | Санкт-Петербург                             | Россия   |
| X89……..HC2… | ООО „НовТек Новые Технологии“                                                            | Нижегородка                                 | Россия   |
| X89……..HC4… | ООО „ТТехно“                                                                             | Нижний Новгород                             | Россия   |
| X89……..HC6… | ООО „Профтрейлер“                                                                        | Нижний Новгород                             | Россия   |
| X89……..HC7… | ООО „А. В. Ангард“                                                                       | Новочебоксарск                              | Россия   |
| X89……..HD2… | ООО „Вектор“                                                                             | Никольское (Тверская область)               | Россия   |
| X89……..HD4… | ООО ТД „Союзавтоком“                                                                     | Челябинск                                   | Россия   |
| X89……..HD5… | ООО „Спецмаш-Диагностика“                                                                | Санкт-Петербург                             | Россия   |
| X89……..HD8… | ООО „Алькор“                                                                             | Краснодар                                   | Россия   |
| X89……..HD9… | ООО „ЗЕОН“                                                                               | Семилуки                                    | Россия   |
| X89……..HE1… | ООО „Техас“                                                                              | Нижний Новгород                             | Россия   |
| X89……..HE2… | ООО ПК „ИМК“                                                                             | Ижевск                                      | Россия   |
| X89……..HE3… | ООО „Кедр“                                                                               | Новосибирск                                 | Россия   |
| X89……..HE7… | ООО „Дивизион“                                                                           | Нальчик                                     | Россия   |
| X89……..HE8… | ООО ГК „Коммерческие Грузовики“                                                          | Набережные Челны                            | Россия   |
| X89……..HE9… | ООО АЗ „Реммаш НН“                                                                       | Нижний Новгород                             | Россия   |
| X89……..HF3… | ООО „Компрессорный Завод“                                                                | Краснодар                                   | Россия   |
| X89……..HF4… | ООО „Вэлтекс“                                                                            | Москва                                      | Россия   |
| X89……..HF5… | ООО Фирма „Транс-Мобиль“                                                                 | Киров                                       | Россия   |
| X89……..HF8… | ООО КС „Дон“                                                                             | Ростов-на-Дону                              | Россия   |
| X89……..HF9… | ООО „Авторекорд“                                                                         | Нижний Новгород                             | Россия   |
| X89……..HG1… | ООО „Аврора Трейлер“                                                                     | Фрязино                                     | Россия   |
| X89……..HG2… | ООО „Форсмакс“                                                                           | Коркино                                     | Россия   |
| X89……..HG4… | ООО „СМУ-Теплогаз“                                                                       | Санкт-Петербург                             | Россия   |
| X89……..HG5… | ООО „УСПТК — Холдинг“                                                                    | Челябинск                                   | Россия   |
| X89……..HG6… | АО „Спецтехника-Юг“                                                                      | Симферополь                                 |          |
| X89……..HH5… | ООО „Кингисеппский машиностроительный завод“                                             | Санкт-Петербург                             | Россия   |
| X89……..HH6… | ООО „Балтийский машиностроительный завод“                                                | Санкт-Петербург                             | Россия   |
| Y39……..000… | ООО „Комдор“                                                                             | Вилейка                                     | Беларусь |
| Y39……..001… | ОАО „Кохановский экскаваторный завод“                                                    | Коханово                                    | Беларусь |
| Y39……..003… | ОДО „Авторемонтный завод“                                                                | Могилёв                                     | Беларусь |
| Y39……..005… | ОАО „Спецавтотехника“                                                                    | Бобруйск                                    | Беларусь |
| Y39……..006… | СП „Святовит“» ООО                                                                       | Коханово                                    | Беларусь |
| Y39……..007… | ООО «Мидивисана»                                                                         | Минск                                       | Беларусь |
| Y39……..008… | ОАО «Пинский завод СММ»                                                                  | Пинск                                       | Беларусь |
| Y39……..009… | ОАО «БРМЗ»                                                                               | Бобруйск                                    | Беларусь |
| Y39……..010… | ОАО «Гродненский механический завод»                                                     | Гродно                                      | Беларусь |
| Y39……..011… | РУП «Дорстройиндустрия»                                                                  | Фаниполь                                    | Беларусь |
| Y39……..016… | СЗАО «ФИДМАШ»                                                                            | Минск                                       | Беларусь |
| Y39……..017… | РНПУП «Сейсмотехника БГУ»                                                                | Гомель                                      | Беларусь |
| Y39……..018… | ООО «Пожснаб»                                                                            | Борисов                                     | Беларусь |
| Y39……..019… | ОАО «Гомельский авторемонтный завод»                                                     | Гомель                                      | Беларусь |
| Y39……..020… | ООО «Комдор»                                                                             | Вилейка                                     | Беларусь |
| Y39……..023… | УЧПП «Стройремавто»                                                                      | Могилёв                                     | Беларусь |
| Y39……..026… | УП «СТиМ»                                                                                | Брест                                       | Беларусь |
| Y39……..041… | ООО «Югум»                                                                               | Минск                                       | Беларусь |
| Y39……..050… | СЗАО "Витебский машиностроительный завод «Новмаш»                                        | Витебск                                     | Беларусь |
| Y39……..054… | ОДО «Белтехавтопром»                                                                     | Лида                                        | Беларусь |
| Y39……..059… | ООО «Блюминг»                                                                            | Минск                                       | Беларусь |
| Y39……..060… | ООО «Автомобильные конструкции»                                                          | Динаровка (Минская область)                 | Беларусь |
| Y39……..064… | СООО «Евромаш»                                                                           | Минск                                       | Беларусь |
| Y39……..066… | ООО «Русавтопром»                                                                        | Борисов                                     | Беларусь |
| Y39……..069… | ОДО «Профмаштехника»                                                                     | Минск                                       | Беларусь |
| Y39……..079… | ООО «ЭТОН» (с 2012 года)                                                                 | Жодино                                      | Беларусь |
| Y39……..082… | ЧПТУП «Витстройтехмаш» (ВИПО)                                                            | Витебск                                     | Беларусь |
| Y39……..113… | ООО «Реймер Трейдинг»                                                                    | Могилёв                                     | Беларусь |
| Y39……..120… | Сморгонский завод оптического станкостроения                                             | Сморгонь                                    | Беларусь |
| Y39……..122… | ЗАО «БелСТАТС»                                                                           | Таборы (Минская область)                    | Беларусь |
| Y39……..138… | ЧПТУП «Витстройтехмаш», ЧПТУП "Машиностроительная компания «Витебские подъемники» (ВИПО) | Витебск                                     | Беларусь |
| Y39……..144… | ООО «Руммспецмаш»                                                                        | Кулики (Минская область)                    | Беларусь |
| Y39……..145… | ОДО «АВТ-Сервис»                                                                         | Барановичи                                  | Беларусь |
| Y39……..167… | ЗАО «Амкодор-Пинск» (Амкодор)                                                            | Пинск                                       | Беларусь |
| Y39……..186… | ООО «Аксиом-групп»                                                                       | Минск                                       | Беларусь |
| Y39……..235… | ООО «КФ-АВТО» (KF Auto)                                                                  | Дубовляны (Минская область)                 | Беларусь |
| Y39……..B19… | ООО «Стрый Авто»                                                                         | Стрый                                       | Украина  |
| Y69……..B68… | ВАТ «Днепропетровский ремонтный завод электротранспорта»                                 | Днепропетровск                              | Украина  |
| Y79……..A53… | Днепровский автобусный завод                                                             | Днепродзержинск                             | Украина  |
| Y79……..A88… | Галицкий автозавод                                                                       | Львов                                       | Украина  |
| Y89……..A54… | ЮМЗ                                                                                      | Днепропетровск                              | Украина  |
| Y89……..B22… | ГП «126 ХАРЗ» Украинская технологическая компания «Скиф»                                 | Харьков                                     | Украина  |
| Y89……..B26… | «АВИАНТ»                                                                                 | Киев                                        | Украина  |
| Y99……..C39… | ВАТ Ирклиевское РТП                                                                      | Черкассы                                    | Украина  |
| Y99……..C53… | Галицкий автозавод                                                                       | Львов                                       | Украина  |
| Y99……..C79… | «Электронтранс»                                                                          | Львов                                       | Украина  |

### VDS
VDS (от английского — Vehicle Description Section — часть номера кузова, описывающая автомобиль) — вторая часть VIN, содержит информацию, описывающую основные составляющие автомобиля.
VDS состоит из шести знаков и описывает характеристики автомобиля. Если один или несколько из них не нужны изготовителю (не используются) на этом месте изготовитель должен проставить буквы или цифры по своему выбору (наиболее часто «0» или «Z»). Последовательность знаков и заложенные в них характеристики определяются изготовителем. Обычно здесь заложены сведения о модели автомобиля, типе кузова, комплектации, двигателе и т. д. В США обязательно указание кодов, указывающих полную массу и установленные системы безопасности для данного исполнения автомобиля.
В 9-й позиции VIN (6-й позиции VDS) может указываться так называемый контрольный знак (так как он может быть и цифрой от 0 до 9, и буквой «Х»), который в случае несанкционированного изменения содержания маркировки, при соответствующей проверке, не подтвердит её подлинность. Это является прямым доказательством, что идентификационная маркировка подвергалась изменению одного, нескольких знаков, либо вообще нанесена самодельным способом и вварена в кузов автомобиля.
Контрольный знак идентификационной маркировки обязателен на северо-американском и китайском рынках. В Европе его использование носит рекомендательный характер. Независимо от рынка контрольный знак обязательно указывается в VIN автомобилей BMW, VOLVO, SAAB, LEXUS, TOYOTA — с 2004 года выпуска, Mercedes Benz, выпущенных как в США, так и для северо-американского рынка, и некоторых других производителей.

### VIS
VIS (от английского — Vehicle Indicator Section — часть номера кузова, идентифицирующая автомобиль) — представляет собой последовательность знаков предназначенную изготовителем для учёта автомобилей как индивидуально — определённых объектов. Эта последовательность вместе с VDS обеспечивает однозначную идентификацию всех автомобилей, которые производитель выпустил в течение 30 лет. В отечественной литературе эта часть VIN получила название «порядкового (серийного) номера».
VIS состоит из восьми знаков и замыкает VIN. Последние 4 знака обязательно должны быть цифрами. Обычно первый знак VIS (10-й знак VIN) несёт в себе сведения о модельном годе автомобиля. Указание модельного года обязательно на северо-американском, китайском и ряде ближневосточных рынков. Модельный год в VIN был введён в соответствии с традициями американских производителей на летних автомобильных выставках показывать автомобили следующего года и сразу вводить их в продажу. Поэтому американские производители чаще всего вводят в VIN следующий модельный год с 1 июля, чтобы покупатель видел «свежий» автомобиль и при наступлении календарного года, равного модельному, на складах уже не оставалось «прошлогодних» автомобилей. Для остальных рынков остальные производители вводят следующий модельный год на своё усмотрение или вообще его не указывают. В Российской Федерации в 2000-х годах налоговая служба «настоятельно рекомендовала» когда АО «АвтоВАЗ» начинать маркировать свои автомобили следующим модельным годом — в разные годы эта дата «плавала» в диапазоне от июля до ноября.
Второй знак VIS (11-й знак VIN) чаще всего содержит сведения о заводе-изготовителе данного ТС.
Сведения о модельном годе и заводе-изготовителе не закреплены стандартом жёстко, а носят лишь рекомендательный характер. Большинство производителей придерживаются данных рекомендаций, но некоторые от них отступают. Например, многие европейские и японские производители (Peugeot, Mercedes-Benz, Toyota и так далее) не указывает в VIN модельный год вообще, а европейское отделение Ford год выпуска указывает на 11-й позиции VIN, а на 12-й — месяц выпуска.

#### Расшифровка модельного года автомобиля
Модельный год автомобиля — это определяемый предприятием-изготовителем период времени, в течение которого в конструкцию конкретной модификации (модели) не вносятся какие-либо существенные изменения и который может не совпадать с календарным годом выпуска по началу, окончанию и продолжительности, при условии, что период времени между началом и окончанием модельного года не превышает 24 месяца.
До 2000-х годов кодирование модельного года производится буквами — непосредственно 2000 год обозначен буквой Y; далее 2001—2009 года кодируются цифрами, а после опять буквами A, B, C и так далее.
| Код | Год  |  | Код | Год  |  | Код | Год  |  | Код | Год  |  | Код | Год  |  | Код | Год  |
| --- | ---- |  | --- | ---- |  | --- | ---- |  | --- | ---- |  | --- | ---- |  | --- | ---- |
| A = | 1980 |  | L = | 1990 |  | Y = | 2000 |  | A = | 2010 |  | L = | 2020 |  | Y = | 2030 |
| B = | 1981 |  | M = | 1991 |  | 1 = | 2001 |  | B = | 2011 |  | M = | 2021 |  | 1 = | 2031 |
| C = | 1982 |  | N = | 1992 |  | 2 = | 2002 |  | C = | 2012 |  | N = | 2022 |  | 2 = | 2032 |
| D = | 1983 |  | P = | 1993 |  | 3 = | 2003 |  | D = | 2013 |  | P = | 2023 |  | 3 = | 2033 |
| E = | 1984 |  | R = | 1994 |  | 4 = | 2004 |  | E = | 2014 |  | R = | 2024 |  | 4 = | 2034 |
| F = | 1985 |  | S = | 1995 |  | 5 = | 2005 |  | F = | 2015 |  | S = | 2025 |  | 5 = | 2035 |
| G = | 1986 |  | T = | 1996 |  | 6 = | 2006 |  | G = | 2016 |  | T = | 2026 |  | 6 = | 2036 |
| H = | 1987 |  | V = | 1997 |  | 7 = | 2007 |  | H = | 2017 |  | V = | 2027 |  | 7 = | 2037 |
| J = | 1988 |  | W = | 1998 |  | 8 = | 2008 |  | J = | 2018 |  | W = | 2028 |  | 8 = | 2038 |
| K = | 1989 |  | X = | 1999 |  | 9 = | 2009 |  | K = | 2019 |  | X = | 2029 |  | 9 = | 2039 |

## VIN
В настоящее время существует возможность сканирования и распознавания VIN как при помощи специальных сканеров, так и различных приложений для устройствах с ОС iOS и Android, используя фотокамеру. Код, полученный в результате сканирования, используют для поиска подробных сведений об автомобиле на специализированных интернет-ресурсах, а также заказа запчастей. 